# Passaloecus turionum
Passaloecus turionum är en stekelart som beskrevs av Anders Gustav Dahlbom 1844. Passaloecus turionum ingår i släktet Passaloecus, och familjen Crabronidae. Arten är reproducerande i Sverige.